# Дерев'яний кінь

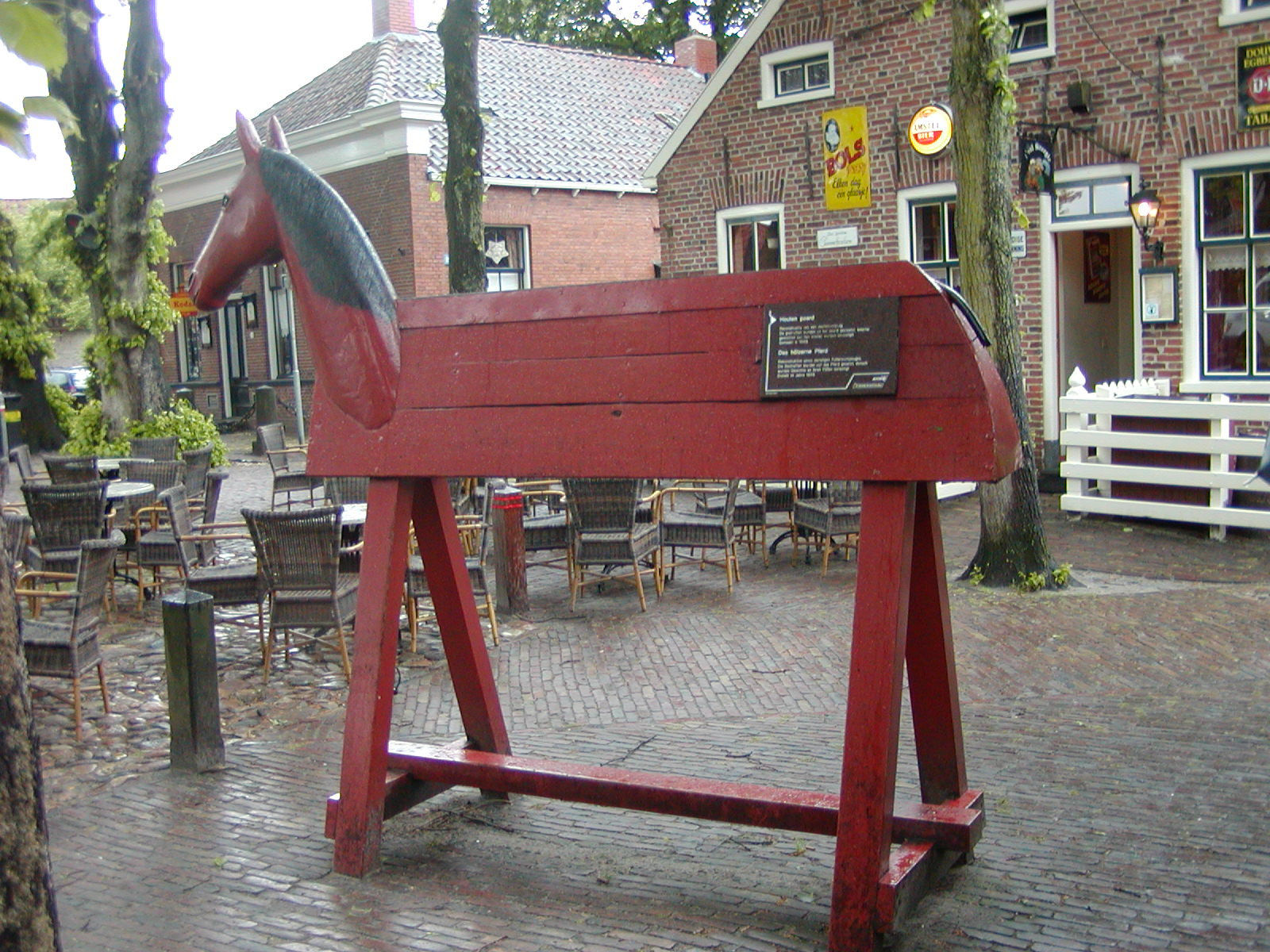
На ринковій площі музейного села Форт Бауртанге, Німеччина

Дерев'яний кінь, шевалет або іспанський осел — це знаряддя тортур і покарань, яке складається з двох дерев'яних площин, що утворюють спрямований вгору гострий кут. Якщо людина сідає на нього, це створює тиск на промежину, завдаючи дискомфорту, болю, а при тривалому використанні — каліцтв і зрештою може вбити.

## Конструкція і принцип дії
Основою дерев'яного коня є дві похилі площини з дощок, що складають гострий кут (45-60°), спрямований вгору. Верхня грань могла додатково робитися з виступами чи шипами. Пристрій мав одну чи чотири підпірки заввишки до 2 м. Коли людину садили на «коня», її власна вага створювала тиск на промежину. До ніг могли підвішуватися тягарі чи сам пристрій міг хитатися, щоб посилювати біль. Це покарання часом поєднувалося з іншими, як побиття батогом.
Найчастіше сидіння на дерев'яному коні застосовувалося як покарання і тривало 1-2 години. За такого терміну пристрій не завдавав непоправної шкоди здоров'ю. За тривалого сидіння утворювалися рани, що спричиняли кровотечу, зараження, перелом крижа, розрив статевих органів.
«Кінь» іноді обладнувався колесами, щоб покарану людину можна було провезти вулицями задля публічної ганьби.
Подібний за принципом дії пристрій тортур і покарань — «Юдина колиска» у вигляді дерев'яної піраміди. Слабшим варіантом було «саджання на рейку», коли людину садили на поставлену ребром догори дошку чи паркан. Так карали за пияцтво, бійку, лайку та інші невеликі злочини.

## Історія

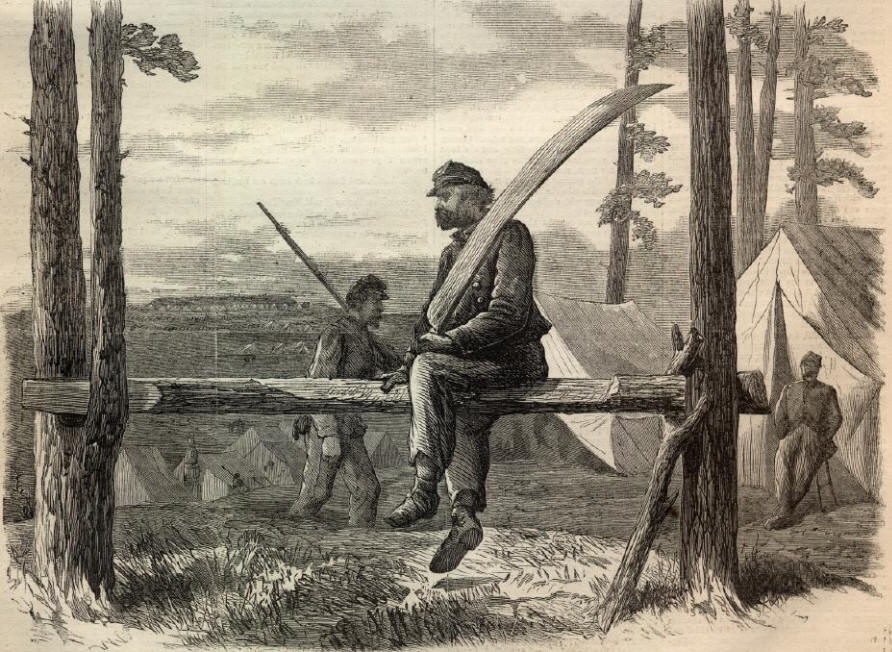
Покарання сидінням на дерев'яному коні в США, 1864 р.

Хоча винайдення цього знаряддя часом приписують інквізиції, його конструкція достатньо проста, щоб дерев'яного коня винаходили в різних культурах незалежно.
В Японії «дерев'яний кінь» відомий з періоду Муроматі (з 1336 по 1573 роки), передусім як засіб покарання жінок. У період Едо «коня» застосовували щодо фермерів-боржників і християн, коли їхню релігію заборонили в Японії.
В Європі таке знаряддя застосовувала інквізиція у Франції, потім в Іспанії та Німеччині. Єзуїти запровадили покарання «конем» на території сучасної Канади.
Шведський список покарань у армії 1632 року постановляє, що покаранням за недбалу службу в перший раз є сидіння на дерев'яному коні та утримання у в'язниці на хлібі й воді.
Є запис про використання «коня» 1668 року в Данії для покарання за новорічний салют. Кравця, що стріляв у новорічну ніч, наступного дня посадили на дерев'яного коня на півтори години.
Упродовж XVIII ст. британські й голландські колоніальні війська використовували дерев'яного коня. Зазвичай на нього садили задля покарання, що тривало 1-2 години. В Америці сидінням на «коні» карали за конокрадство.
Цей пристрій використовувався під час Громадянської війни в США армією Союзу проти в'язнів-конфедератів і своїх солдатів. Їх змушували сидіти на «коні» (під назвою «мул Моргана») по 2 години. «Мул» був достатньо великим, щоб вміщувати одночасно декількох людей. До ніг ув'язнених могли підвішувати мішки з піском вагою від 20 до 100 фунтів (близько 10-45 кг). Офіцери Союзу також застосовували цей пристрій (у формі простої колоди, загостреної по довжині) для муштри вершників. Після війни сидінням на «коні» карали рабів-вільновідпущеників.
Упродовж XX ст. дерев'яний кінь застосовувався військовими та поліцією в Алжирі, Уругваї, Індії, Північній Ірландії та Ізраїлі.
Дерев'яний кінь став знаряддям садо-мазохістських ігор, де використовується в зміненій, безпечнішій конструкції.

## У БДСМ
Дерев'яний кінь, який використовується в БДСМ, має заокруглену верхню грань. Завдяки тиску на статеві органи він спричиняє як біль, так і задоволення.